# Cratichneumon annulatus
Cratichneumon annulatus là một loài tò vò trong họ Ichneumonidae.